# Fabrizio Gifuni
Fabrizio Gifuni, né à Rome (Italie) le 16 juillet 1966, est un acteur italien.
Fabrizio Gifuni est connu pour ses rôles dans Hannibal (2001), Nos meilleures années (La meglio gioventù, 2003) et Les Opportunistes (Il capitale umano, 2013).

## Biographie
Fabrizio Gifuni est fils de l'homme politique Gaetano Gifuni (it). Il s'inscrit à l'Académie nationale d'art dramatique Silvio D'Amico et en est diplômé en 1992. Après avoir joué au théâtre, notamment sous la direction de Massimo Castri (it), il fait ses débuts au cinéma en 1996, dans La bruttina stagionata. En 1999, il est sélectionné pour le prix David di Donatello du meilleur acteur pour sa performance dans Un amore (it). En 2003, pour son rôle dans Nos meilleures années, il reçoit sa deuxième nomination pour le David di Donatello et remporte le Ruban d'argent du meilleur acteur avec l'ensemble de la distribution masculine. Il est nommé une troisième fois en 2012 pour un David di Donatello, pour Piazza Fontana de Marco Tullio Giordana.
En 2014, il remporte le prix David di Donatello du meilleur acteur dans un second rôle et le Ruban d'argent du meilleur acteur pour son rôle dans Les Opportunistes. 
Il est marié à l'actrice Sonia Bergamasco et est père de deux enfants.

## Filmographie  sélective

### Cinéma
- 1993 : Giovanni Falcone de Giuseppe Ferrara : Roberto Antiochia (it)
- 1996 : Le Laideron (La bruttina stagionata) d'Anna Di Francisca : Nicky Accardi
- 1998 : Mon frère (Cosi ridevano) de Gianni Amelio : Pelaia
- 1998 : Vite in sospeso de Marco Turco
- 1999 : Un amore (it) de Gianluca Maria Tavarelli : Marco
- 2000 : La carbonara de Luigi Magni : Zaccaria
- 2000 : Fait un beau sourire (Fate un bel sorriso) d'Anna Di Francisca
- 2000 : Il partigiano Johnny de Guido Chiesa : Ettore
- 2000 : Qui non è il paradiso de Gianluca Maria Tavarelli : Renato Sapienza
- 2001 : Hannibal de Ridley Scott :  Matteo
- 2001 : L'amore probabilmente de Giuseppe Bertolucci : Cesare
- 2001 : Sole negli occhi d'Andrea Porporati : Marco
- 2002 : L'inverno de Nina Di Majo : Leo
- 2003 : Nos meilleures années (La meglio gioventù) de Marco Tullio Giordana : Carlo Tommasi
- 2004 : Movimenti de Claudio Fausti et Serafino Murri : Marcello
- 2005 : Anni rapaci
- 2006 : Musikanten de Franco Battiato : Nicola
- 2006 : Fratelli di sangue de David Sordella : Sergio
- 2007 : La Fille du lac (La ragazza del lago) d'Andrea Molaioli : Corrado Canali
- 2007 : Il dolce e l'amaro d'Andrea Porporati : Stefano
- 2007 : Signorina Effe de Wilma Labate : Silvio
- 2008 : Beket de Davide Manuli : Agent 06
- 2008 : Galantuomini d'Edoardo Winspeare: Ignazio Derau
- 2009 : L'uomo nero de Sergio Rubini : Gabriele Rossetti
- 2010 : L'amore buio d'Antonio Capuano : le psychothérapeute
- 2010 : Fate la storia senza di me de Mirko Capozzoli : Albertino (voix)
- 2010 : Io sono con te de Guido Chiesa : Sapiente
- 2011 : La kryptonite nella borsa d'Ivan Cotroneo : Matarrese
- 2012 : La Légende de Kaspar Hauser (La leggenda di Kaspar Hauser) de Davide Manuli : le prêtre
- 2012 : Piazza Fontana (Romanzo di una strage) de Marco Tullio Giordana : Aldo Moro
- 2013 : Les Opportunistes (Il capitale umano) de Paolo Virzi : Giovanni Bernaschi
- 2014 : Noi 4 de Francesco Bruni : Ettore
- 2014 : Sul vulcano
- 2016 : Fais de beaux rêves (Fai bei sogni) de Marco Bellocchio : Athos Giovanni
- 2017 : Où je n'ai jamais habité (Dove non ho mai abitato) de Paolo Franchi : Massimo
- 2018 : Dernières lueurs de jour (Prima che la notte) de Daniele Vicari : Giuseppe Fava
- 2020 : La Bête (La belva) de Ludovico Di Martino : Leonida
- 2021 : Lei mi parla ancora de Pupi Avati : Amicangelo
- 2021 : La scuola cattolica de Stefano Mordini : Golgota
- 2022 : I viaggiatori de Ludovico Di Martino : Luzio
- 2023 : Mixed by Erry de Sydney Sibilia : Arturo Maria Barambani
- 2023 : L'Enlèvement (Rapito) de Marco Bellocchio : Pier Gaetano Feletti
- 2024 : Prima la vita (Il tempo che ci vuole) de Francesca Comencini : Luigi Comencini

### Télévision
- 2004 : Le cinque giornate di Milano (téléfilm) de Carlo Lizzani : docteur Giovanni Grimaldo
- 2005 : De Gasperi, l'uomo della speranza (mini-série) de Liliana Cavani : Alcide De Gasperi
- 2006 : L'ultima frontiera (mini-série) de Franco Bernini : Lieutenant De Marchi
- 2008 : Paolo VI - Il Papa nella tempesta (mini-série) de Fabrizio Costa : Paul VI
- 2010 : C'era una volta la città dei matti... (mini-série) de Marco Turco : Franco Basaglia
- 2018 : Dernières lueurs de jour (Prima che la notte) (téléfilm) de Daniele Vicari : Giuseppe Fava
- 2022 : Boris (série télévisée), saison 4, épisode 8 Gli occhi del cuore sacro di Gesù de Giacomo Ciarrapico et Luca Vendruscolo : Pierfrancesco Favino
- 2022 : Esterno notte (mini-série) de Marco Bellocchio : Aldo Moro
- 2024 : L'Amie prodigieuse (L'amica geniale) (série télévisée), saison 4 : Nino Sarratore

## Distinctions
- David di Donatello 2014 : Meilleur acteur dans un second rôle pour Les Opportunistes
- David di Donatello 2023 : Meilleur acteur pour Esterno notte